# Purba Tengah
Purba Tengah is een bestuurslaag in het regentschap Simalungun van de provincie Noord-Sumatra, Indonesië. Purba Tengah telt 1408 inwoners (volkstelling 2010).